# 若德
若德（法語：Jauldes，法語發音：[ʒod]）是法国夏朗德省的一个市镇，位于该省中北部，省会昂古莱姆市区以北，属于昂古莱姆区和大昂古莱姆城市公共社区。

## 地理
若德（45°47'8"N, 0°15'28"E）面积25.59 平方千米，位于法国新阿基坦大区夏朗德省，该省份为法国西部内陆省份，北起德塞夫勒省和维埃纳省，东临上维埃纳省，东南至多尔多涅省，南至多爾多涅省，西接滨海夏朗德省。
与若德接壤的市镇（或旧市镇、城区）包括：阿格里、阿奈、欧萨克-瓦达勒、布里、库尔让、拉罗谢特、图里耶。

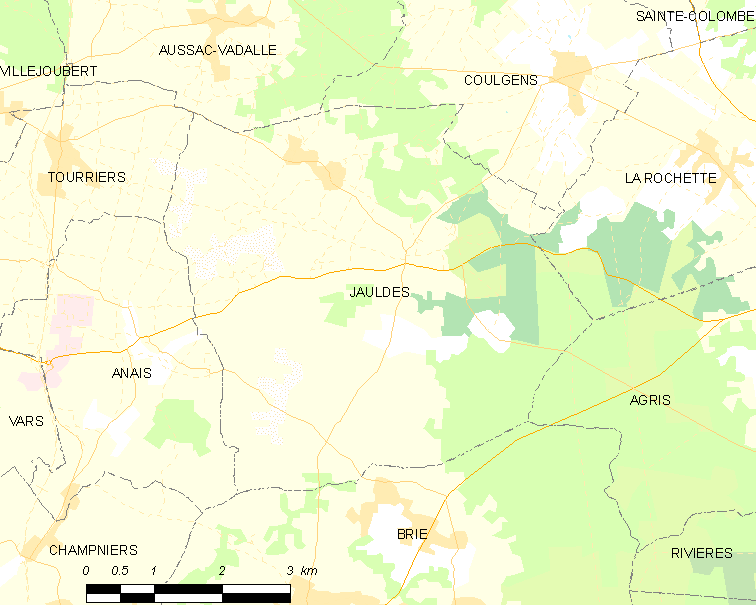
若德的OSM定位图

若德的时区为UTC+01:00、UTC+02:00（夏令时）。

## 行政
若德的邮政编码为16560，INSEE市镇编码为16168。

## 政治
若德所属的省级选区为图夫尔-布拉科讷县。

## 人口

1962-2008年间若德人口变化图示

若德于2022年1月1日时的人口数量为832人。